# 弗里德里希·馮·哈恩

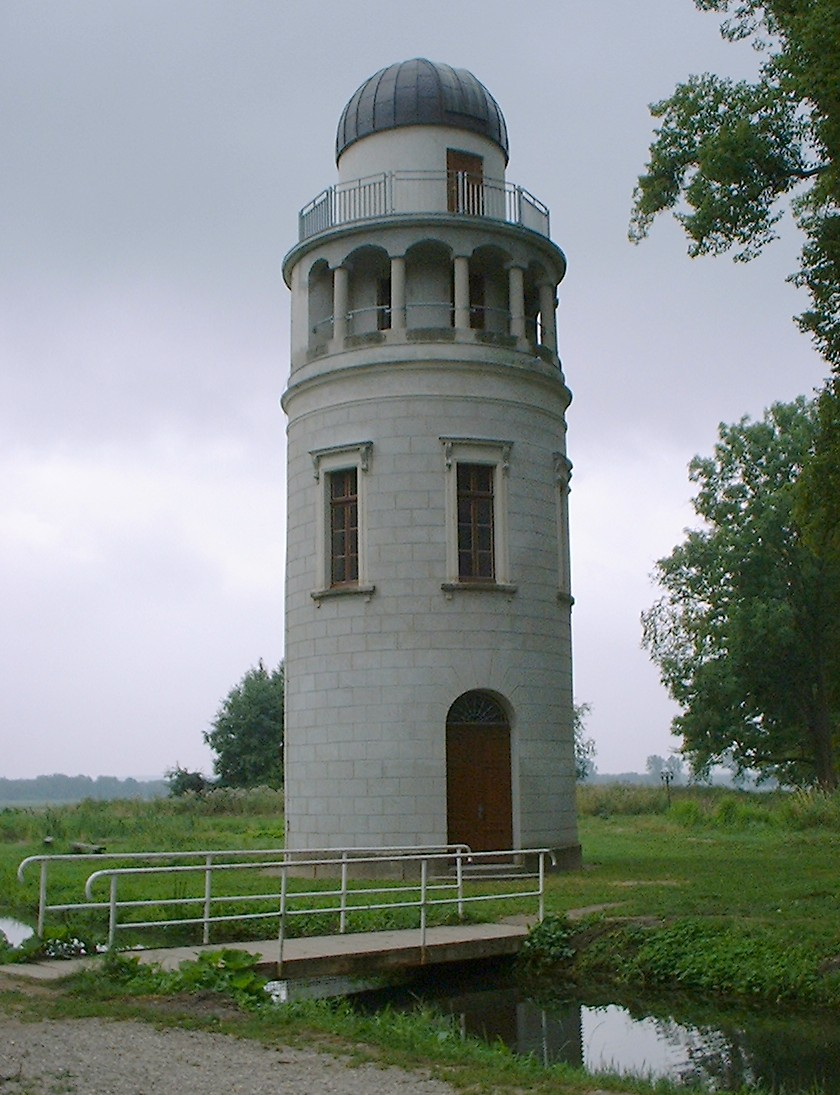
伦普林（Remplin）天文臺重建的塔。

弗里德里希二世·馮·哈恩伯爵（德語：Friedrich II. Graf von Hahn，1742年7月27日—1805年10月9日）是德國貴族、哲學家、天文學家。他比都卜勒更早提出都卜勒效應。
馮·哈恩出生於荷尔斯泰因公国的諾伊豪斯。在1793年，他開始建造私人的天文台，這是梅克倫堡第一個精良的天文台。他擁有一些由威廉·赫歇爾製作的大鏡子和測定星星位置的精密儀器。在1800年，他發現天琴座M57環狀星雲的中心有一顆恆星。
他逝世於梅克倫堡的伦普林。在他過世後，他的兒子「戲劇伯爵」卡爾·馮·哈恩（作家伊達·哈恩-哈恩女伯爵之父）揮霍他的財產，他的書籍和儀器都被變賣。他最好的儀器被賣給弗里德里希·威廉·貝塞爾用在新建於柯尼斯堡的天文台。一架儀器是在慕尼克德意志博物館展出。
月球上的哈恩环形山以他與奧托·哈恩共同命名，以示對他們的尊榮。

## 外部連結
- Remplin Observatory （页面存档备份，存于）